# Damaszek (muhafaza)
Damaszek (arab. ريف دمشق, Rif Dimaszk; dawny polski egzonim: Damaszek-Okręg) – jedna z 14 jednostek administracyjnych pierwszego rzędu (muhafaza) w Syrii. Jest położona w południowej części kraju. Graniczy od południa z muhafazami Al-Kunajtira, Dara i Suwajda, od północy z Hims, od wschodu z Jordanią a od zachodu z Libanem. Muhafaza Damaszek kompletnie otacza miasto wydzielone Damaszek, który jest jednocześnie stolicą muhafazy Miasto Damaszek.
W 2011 muhafaza liczyła 2 836 000 mieszkańców (druga najliczniejsza po Aleppo); dla porównania, w 2004 było ich 2 273 074, a w 1981 – 917 364.
23 czerwca 2003 polska Komisja Standaryzacji Nazw Geograficznych poza Granicami Rzeczypospolitej Polskiej wprowadziła dla tej jednostki egzonim Damaszek-Okręg, a 23 lutego 2011 zmieniła go na Damaszek.